# Шумок (Башкортостан)
Шумок — упразднённый посёлок в Бакалинском районе . На год упразднения входил в состав Нагайбаковского сельсовета. Ныне территория Новоурсаевского сельсовета Республики Башкортостан Российской Федерации. Жили русские (1969).

## География
Располагался на р. Шумок (бассейн р. Кама), вблизи озера Шумка.

### Географическое положение
Расстояние, на 1 января 1969 года, до:
- районного центра (Бакалы): 52 км,
- центра сельсовета (Нагайбаково): 6 км,
- ближайшей ж/д станции (Туймазы): 98 км.

## История
Основан в начале 1920‑х гг. на территории Белебеевского кантона.
Существовал до 1970‑х гг.

## Население
По Всесоюзной переписи 1939 года в посёлке Шумак проживали 127 человек, из них 60 мужчин, 67 женщин. По Всесоюзной переписи 1959 года — 102 человека, из них 52 мужчины, 50 женщин. По Всесоюзной переписи 1970 года — 5 человек, из них 3 мужчин, 2 женщины. На 1 января 1969 года — 61 житель, преимущественно русские.

## Инфраструктура
В 1925 учтено 19 хозяйств.
Посёлок входил в состав колхоза «Красный партизан».